# Liu Te
Liu Te (27 de junio de 1997) También conocido como Terry Liu es un actor chino. Conocido por su papel de Ling Yue en el programa de televisión Please Feel and Ease Mr Ling y como Deng Hao Ran en Sweet Teeth.

## Filmografía

### Televisión
| Año  | Título                       | Papel        | Ref.  |
| ---- | ---------------------------- | ------------ | ----- |
| 2017 | Handsome Youth Society       | Miembro      | [ 3 ] |
| 2019 | Produce 101                  | Miembro      | [ 4 ] |
| 2020 | My Dear Lady                 | Chen Li      | [ 5 ] |
| 2021 | Please Feel at Ease Mr. Ling | Ling Yue     | [ 6 ] |
| 2021 | Sweet Teeth                  | Deng Hao Ran | [ 7 ] |